# Siegfried Powolny
Siegfried Powolny (Linz, 1915. szeptember 20. – Ukrajna, Ternopil, 1944. július 19.) olimpiai ezüstérmes osztrák kézilabdázó.
Részt vett az 1936. évi nyári olimpiai játékokon, amit Berlinben rendeztek. A kézilabdatornán játszott, és az osztrák válogatott tagjaként ezüstérmes lett.